# Stadshagen (Stockholms tunnelbana)
Stadshagen ist eine unterirdische Station der Stockholmer U-Bahn. Sie befindet sich im Stadtteil Stadshagen. Die Station wird von der Blå linjen des Stockholmer U-Bahn-Systems bedient. Sie gehört zu den eher mäßigfrequentierten Stationen des U-Bahn-Netzes. An einem normalen Werktag steigen 14.000 Pendler hier zu.
Die Station wurde am 31. August 1975 in Betrieb genommen, als der erste Abschnitt der Blå linjen zwischen T-Centralen – Hjulsta eröffnet wurde. Der Bahnhof wurde in offener Bauweise errichtet. Die Station liegt zwischen den Stationen Fridhemsplan und Västra skogen. Bis zum Stockholmer Hauptbahnhof sind es etwa 2,5 km.